# Печиняга
Печиняга (рум. Pecineaga) — село у повіті Констанца в Румунії. Адміністративний центр комуни Печиняга.
Село розташоване на відстані 200 км на схід від Бухареста, 32 км на південь від Констанци.

## Населення
За даними перепису населення 2002 року у селі проживали 2833 особи.
Національний склад населення села:
| Національність | Кількість осіб | Відсоток |
| -------------- | -------------- | -------- |
| румуни         | 2784           | 98,3%    |
| татари         | 42             | 1,5%     |

Рідною мовою назвали:
| Мова      | Кількість осіб | Відсоток |
| --------- | -------------- | -------- |
| румунська | 2791           | 98,5%    |
| татарська | 39             | 1,4%     |